# Natalie Ward
Natalie Anne Ward, född 24 december 1975 i Newcastle, New South Wales är en australisk softbollspelare, som tävlat i fyra raka OS. Hon har vunnit ett tre bronsmedaljer i de olympiska sommarspelen 1996, 2000 och 2008 och en silvermedalj vid olympiska sommarspelen 2004. Ward är en av tre australiska softbollspelare som spelat i alla olympiska turneringar tillsammans med Melanie Roche och Tanya Harding.
Ward spelade andrabasman under OS 1996 och sedan shortstop för det australiska landslaget. Hon blev den första kvinnan att spela över 400 matcher för Australien och spelade totalt 429 matcher innan hon avslutade karriären efter OS i Peking.